# Gisela Ahlemeyer
Gisela Ahlemeyer (geb. Köpke; * 25. März 1947 in Świnoujście (Swinemünde); † 12. Dezember 2021 in Duisburg) war eine deutsche Leichtathletin. Sie war Spezialistin im 400-Meter-Lauf, Deutsche Meisterin und Silbermedaillengewinnerin bei Europameisterschaften. Später war als Pressereferentin und Trainerin beim Rumelner TV tätig, wo sie unter anderem Sabrina Mulrain trainierte.

## Erfolge (Auswahl)
Die für den Meidericher SV startende Läuferin war in den 1960er Jahren über 400 Meter erfolgreich. Unter anderem war sie 1967 Deutsche Meisterin und gewann bei den Europäischen Hallenspielen 1968 eine Silbermedaille in 56,2 s.
In der 4-mal-400-Meter-Staffel wurde sie zusammen mit Gisela Ellenberger, Anette Rückes und Christa Czekay bei den Halleneuropameisterschaften 1971 Zweite.

## Auszeichnungen
- 2002 erhielt Gisela Ahlemeyer den Berni-Becks-Wanderpreis des Leichtathletik-Verbandes Nordrhein.[2]